# Georgij Fjodorovics Zaharov
Georgij Fjodorovics Zaharov (oroszul: Георгий Фёдорович Захаров) (Silovo, Orosz Birodalom, 1897. május 4. – Moszkva, Szovjetunió, 1957. január 26.) szovjet parancsnok, hadseregtábornok, a második világháború egyik szovjet magasabbegység-parancsnoka (2. Belorusz Front).

## Ifjúkora
1897-ben született szegény családban a Szaratovi kormányzóságban. 1915-ben kezdte meg a katonai szolgálatot, az első világháborúban alhadnagyi rangot viselt. 1917 októberében ezredparancsnokká választották. A polgárháborúban a keleti frontot harcolt. Az 1920-as években tovább képezte magát, 1923-ban befejezte a tisztképzőt. 1933-tól a Frunze Katonai Akadémián oktatott. 1939 és 1941 között az Uráli Katonai Körzet parancsnoka volt.

## Szerepe a második világháborúban
A háború első napjaiban a 22. hadsereg törzsfőnöke volt. A hadsereg kezdetben a Tartalék Front állományában volt, a második héten a Nyugati Front állományába került. Nemsokára a Nyugati Irányban (stratégiai szektor) frissen létrehozott Brjanszki Fronthoz vezényelték át a hadsereget. Augusztusban a Brjanszki Front törzsfőnöke, majd miután a parancsnok, Jerjomenko tábornok megsebesült, októberben parancsnoka lett. Itteni szolgálati ideje alatt a front fő feladata az volt, hogy megakadályozza Guderiant a kijevi bekerítéshez való csatlakozásban, de a rosszul felszerelt, sietve megszervezett csapatok erre képtelenek voltak. 1941 decemberében a Nyugati Front (Zsukov) parancsnokhelyettese lett, részt vett a moszkvai csatában. 1942-ben előbb a Délnyugati Front törzsfőnöke volt, majd októbertől 1943 februárjáig (a sztálingrádi csata idején) a Sztálingrádi Front parancsnokhelyettese. Februárban a Déli Front parancsnokhelyettesévé nevezték ki, majd a front állományába tartozó 51. hadsereg parancsnoka lett. Júliustól a 2. gárdahadsereg parancsnoka volt. Kiemelkedő teljesítményt nyújtott előbb szeptemberben a Miusz folyó menti védelmi állások elfoglalása és Taganrog felszabadítása során, majd 1944 elején, amikor felszabadult a Krím, miután Tolbuhin hadseregei, köztük a 2. gárdahadsereg áttörték Perekopnál a németek védelmi állásait, majd májusra elfoglalták Szevasztopolt és foglyul ejtették a német 17. hadsereg maradványait. 
Júniusban, a Bagratyion hadművelet kezdete előtt két héttel a 2. Belorusz Front parancsnokává nevezték ki (elődjét, Petrovot Mehlisz feljelentései következtében váltotta le Sztálin). A hadművelet kezdetén a szovjetek gyorsan áttörtek. Zaharov jobbszárnyán Rokosszovszkij az első napokban mélyre előrehatolt és a német 4. hadsereg (Tippelskirch) hátába került, amely eddig több-kevesebb sikerrel visszaverte a 2. Belorusz Front támadásait (igaz, közben visszavonult). A német Közép Hadseregcsoport nagyon súlyos veszteségeket szenvedett, ennek következtében Zaharovot július 28-án előléptették hadseregtábornokká. Novemberben Rokosszovszkij került a helyére, Zaharov alacsonyabb beosztást kapott. A háború végén a 4. Ukrán Front parancsnokhelyettese volt.

## A háború után
A háború után a Dél-uráli (1945–46), majd a Kelet-szibériai Katonai Körzet (1947–50) parancsnoka volt. 1954 szeptemberétől a szárazföldi erők harckiképzéséért felelős osztályának helyettes vezetője volt.
Tevékenységének megítélése ellentmondásos. A modern  hadtörténészek némelyike szerint több hibát elkövetett a 2. Belorusz Front vezetése során. Durvaságáról hírhedt volt a szovjet parancsnokok között is, Hruscsov azt állítja emlékirataiban, hogy időnként verte alárendeltjeit, majd amikor Sztálin külön utasítására (1942 végén) figyelmeztették, zavarba jött és azzal védekezett, valahogy el kell érnie, hogy végrehajtsák az utasításait. Styemenko és Birjuzov (vezérkari főnökök voltak a háború után) problémás esetnek és kiegyensúlyozatlannak nevezik emlékirataikban.